# Солт, Генри
Генри Солт (англ. Henry Salt; 14 июня 1780, Личфилд — 30 октября 1827, Дисук возле Александрии) — английский путешественник, художник, собиратель древностей, дипломат и египтолог.

## Биография
Младший из 8 детей доктора Томаса и его супруги Элис Солт (урождённой Батт). Только три брата Генри Солта дожили до взрослого возраста. Окончив школу в родном городе, в возрасте 10-11 лет Генри Солт продолжил обучение в Market Bosworth, Лестершир. Мальчик проявлял склонность к наукам, много читал, играл с другими ребятами. Тогда же он заболел селезёнкой, которая, вероятно, повлекла другие болезни и в конце концов свела его в могилу. Генри изучал языки и мечтал стать художником, беря уроки у пейзажиста Джона Гловера и Джона Хопнера. В 1802 году он поступил на службу секретарём Виконта Валентия на корабле "Минерва" отправился в составе Британской Ост-Индской компании в Индию и Капскую колонию. В 1805 году Солт через Красное море познакомился с Эфиопским нагорьем и  26 октября 1806 года вернулся на родину. Рисунки и пейзажи Солта использовались в изданной в книге-отчёте о путешествии Виконта Валентии "Voyages and Travels to India" (1809).
Несколько раз посетил Абиссинию, был генеральным консулом в Каире. Открыл и издал знаменитую аксумскую надпись.
В Ливорно обосновался Генри Солт, собравший огромный музей, пока находился на посту британского консула в Египте. Шампольон оценил его фонды в 250 000 франков и даже признал, что собранные там произведения красивее, чем в Турине.
Женился на дочери итальянского торговца Пенса из Ливорно. В этом браке родились две дочери — Георгина Генриетта Аннесли (1821) и Юлия (10 марта — 26 марта 1823). Молодая жена Солта скончалась в родовой горячке 15 апреля 1824.

## Труды
- Account of a voyage to Abessinia (Лондон, 1814),
- Egypt, a descriptive poem (Александрия, 1824),
- Essay on Young’s and Champollion’s phonetic System ot hieroglyphics; with some additional discoveries, by which it may be applied to decipher the names of the ancient kings of Egypt and Ethiopia (Лондон, 1825).

Биография и корреспонденция Солта изданы в 1834 году в Лондоне.

## Галерея
- Руины на реке Гумти
- Вид около местечка де Галле, Цейлон
- Риакота в Барамахале